# Die Ärzte
Die Ärzte (Os Médicos) é uma banda alemã de punk rock formada em 1982 na cidade de Berlim por Farin Urlaub e Bela B..
Autodenominam-se a melhor banda do mundo, uma referência aos Kiss que se consideram a banda mais quente do mundo. Os seus maiores sucessos são Zu Spät, Männer sind Schweine e Junge.

## Discografia
Álbuns de estúdio
- 1984: Debil
- 1985: Im Schatten der Ärzte
- 1986: Die Ärzte
- 1988: Das ist nicht die ganze Wahrheit…
- 1993: Die Bestie in Menschengestalt
- 1995: Planet Punk
- 1996: Le Frisur
- 1998: 13
- 2000: Runter mit den Spendierhosen, Unsichtbarer!
- 2003: Geräusch
- 2007: Jazz ist anders
- 2012: Auch

Die Ärzte logo
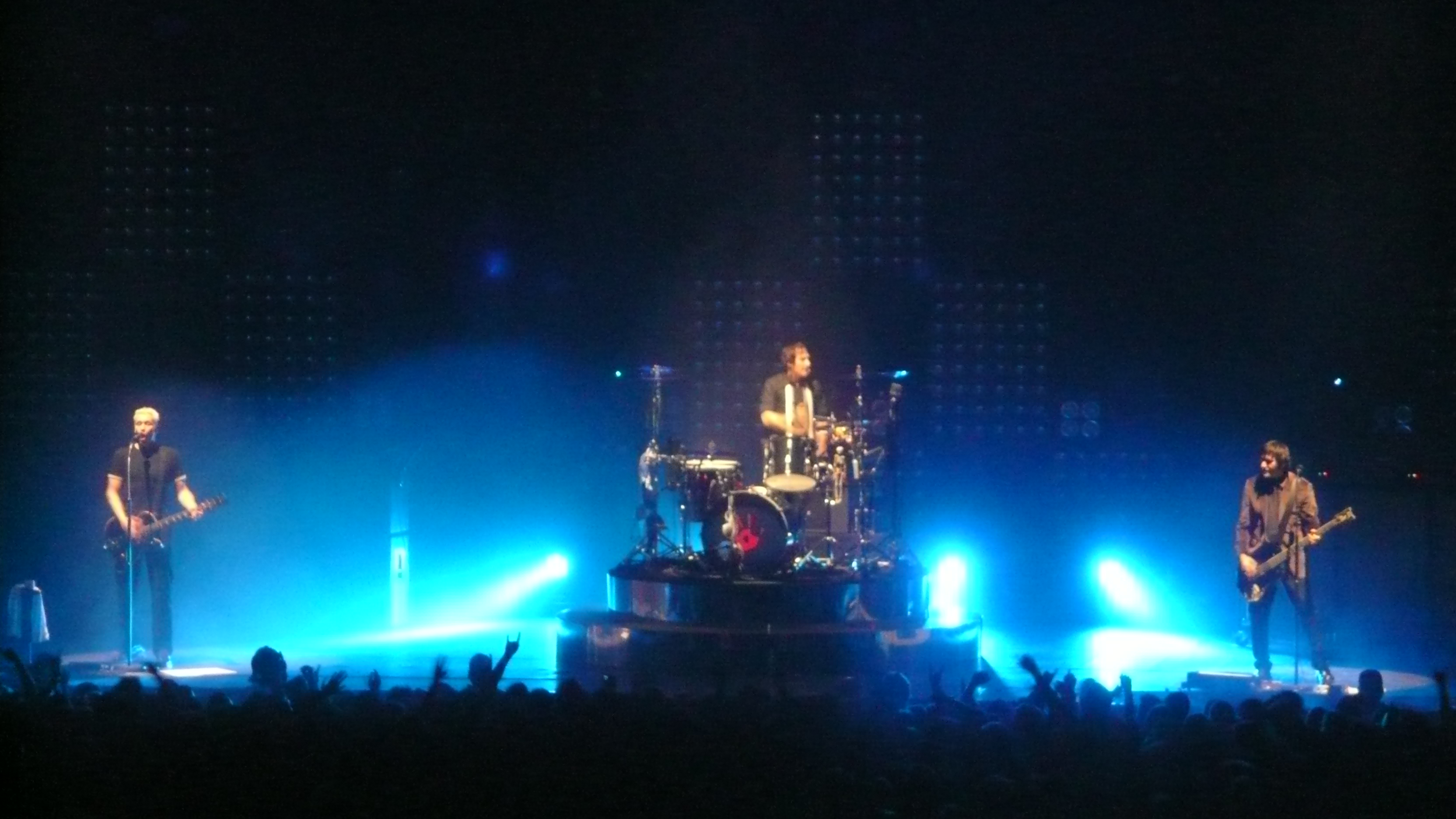
Die Ärzte in concert, Köln (2007)